# Fussballclub Aarau 1902 2012-2013
Questa voce raccoglie le informazioni riguardanti il Fussballclub Aarau 1902 nelle competizioni ufficiali della stagione 2012-2013.

## Stagione
Nella stagione 2012-2013 l'Aarau, allenato da René Weiler, concluse il campionato di Challenge League al 1º posto. In Coppa Svizzera l'Aarau fu eliminato ai quarti di finale dal Grasshoppers.

## Rosa
| N. |                      | Ruolo | Calciatore     |
| -- | -------------------- | ----- | -------------- |
| 1  | Svizzera (bandiera)  | P     | Joël Mall      |
| 3  | Rep. Ceca (bandiera) | D     | Jiří Koubský   |
| 4  | Svizzera (bandiera)  | D     | Silvan Widmer  |
| 6  | Svizzera (bandiera)  | C     | Sandro Burki   |
| 8  | Svizzera (bandiera)  | A     | Goran Antić    |
| 9  | Svizzera (bandiera)  | C     | Roman Buess    |
| 10 | Svizzera (bandiera)  | C     | Alain Schultz  |
| 11 | Svizzera (bandiera)  | C     | David Marazzi  |
| 14 | Svizzera (bandiera)  | C     | Sven Lüscher   |
| 16 | Svizzera (bandiera)  | D     | Olivier Jäckle |
| 17 | Svizzera (bandiera)  | C     | Daniele Romano |

| N. |                           | Ruolo | Calciatore         |
| -- | ------------------------- | ----- | ------------------ |
| 18 | Serbia (bandiera)         | P     | Predrag Pribanovic |
| 19 | Argentina (bandiera)      | D     | Juan Pablo Garat   |
| 21 | Argentina (bandiera)      | A     | Dante Senger       |
| 22 | Rep. del Congo (bandiera) | D     | Igor Nganga        |
| 23 | Moldavia (bandiera)       | C     | Artur Ioniță       |
| 24 | Svizzera (bandiera)       | C     | Sandro Foschini    |
| 25 | Italia (bandiera)         | D     | Davide Giampà      |
| 27 | Svizzera (bandiera)       | C     | Remo Staubli       |
| 32 | Svizzera (bandiera)       | P     | Reto Bolli         |
| 33 | Svizzera (bandiera)       | C     | Davide Callà       |

## Organigramma societario
Area tecnica
- Allenatore: René Weiler
- Allenatore in seconda: Manuel Klökler
- Preparatore dei portieri: Patrick Abatangelo
- Preparatori atletici:

## Calciomercato

### Sessione estiva
| Acquisti | Acquisti         | Acquisti     | Acquisti |
| R.       | Nome             | da           | Modalità |
| -------- | ---------------- | ------------ | -------- |
| A        | Dante Senger     | Lugano       |          |
| A        | Goran Antić      | Winterthur   |          |
| C        | Florian Berisha  | Sion         |          |
| C        | Roman Buess      | Basilea      |          |
| C        | Davide Callà     | Grasshoppers |          |
| C        | Sehar Fejzulahi  | Grasshoppers |          |
| C        | Sandro Foschini  | Kriens       |          |
| C        | Daniele Romano   | Wohlen       |          |
| C        | Labinot Sheholli | Bienne       |          |

| Cessioni | Cessioni       | Cessioni         | Cessioni |
| R.       | Nome           | a                | Modalità |
| -------- | -------------- | ---------------- | -------- |
| P        | Andreas Hirzel | Grasshoppers     |          |
| C        | Marco Aratore  | Basilea II       |          |
| D        | André Caetano  | Zurigo           |          |
| A        | Moustapha Dabo | Spartaks Jūrmala |          |
| A        | Shkëlzen Gashi | Grasshoppers     |          |
| C        | Pascal Schürpf | Basilea II       |          |
| A        | Nico Siegrist  | Lucerna          |          |
| A        | Aco Stojkov    | Zob Ahan         |          |

### Sessione invernale
| Acquisti | Acquisti     | Acquisti       | Acquisti |
| R.       | Nome         | da             | Modalità |
| -------- | ------------ | -------------- | -------- |
| C        | Sven Lüscher | Winterthur     |          |
| D        | Jiří Koubský | Spartak Trnava |          |

| Cessioni | Cessioni         | Cessioni | Cessioni |
| R.       | Nome             | a        | Modalità |
| -------- | ---------------- | -------- | -------- |
| C        | Florian Berisha  | Vaslui   |          |
| C        | Labinot Sheholli | Köniz    |          |

## Risultati

### Challenge League

#### Prima fase, girone di andata
| Arbitro: | Gut |

|  |           |           |
|  | Marcatori | 71’ Antić |

| Arbitro: | Schärer |

|           |           |              |
| Antić 23’ | Marcatori | 63’ Paçarizi |

| Aarau 29 luglio 2012, ore 16:00 CEST 3ª giornata | Aarau | 0 – 0 referto | Chiasso | Stadion Brügglifeld (2 400 spett.)\| Arbitro: \| Graf \| |
| Arbitro:                                         | Graf  |               |         |                                                          |

| Arbitro: | Bieri |

|                                                   |           |                                    |
| Burgmeier 24’, 68’ Trípodi 62’, 78’ Milosevic 89’ | Marcatori | 29’ (rig.) Schultz 56’, 85’ Widmer |

| Arbitro: | Fähndrich |

|  |           |                           |
|  | Marcatori | 37’, 62’ Callà 86’ Widmer |

| Arbitro: | Pache |

|                                   |           |             |
| Ioniță 32’ Callà 44’ Foschini 89’ | Marcatori | 16’ Schuler |

| Arbitro: | Graf |

|                                   |           |            |
| Callà 46’ Senger 60’ Foschini 71’ | Marcatori | 25’ Sadiku |

| Arbitro: | Gremaud |

|           |           |                         |
| Yakın 90’ | Marcatori | 47’ Widmer 81’ Foschini |

| Arbitro: | Gut |

|                                                     |           |             |
| Ioniță 17’ Marazzi 40’ Geiger 74’ (aut.) Romano 81’ | Marcatori | 48’ Morello |

#### Prima fase, girone di ritorno
| Arbitro: | Studer |

|  |           |          |
|  | Marcatori | 4’ Callà |

| Arbitro: | Hänni |

|                               |           |                                           |
| Sadiku 25’, 41’ De Pierro 86’ | Marcatori | 32’ Romano 64’ Sheholli 80’ (aut.) Sadiku |

| Arbitro: | Gut |

|                                        |           |                             |
| Widmer 41’ Nganga 45’, 80’ Marazzi 86’ | Marcatori | 10’ Holenstein 72’ Mouangue |

| Arbitro: | Huwiler |

|  |           |            |
|  | Marcatori | 84’ Nganga |

| Arbitro: | Zimmermann |

|                                          |           |                                 |
| Callà 6’, 14’, 87’ Ioniță 77’ Senger 86’ | Marcatori | 27’ Bastida 50’ Ianu 63’ Milani |

| Arbitro: | Gut |

|                                         |           |                       |
| Morello 10’, 38’, 78’ Coly 51’ Egli 90’ | Marcatori | 72’ (aut.) Challandes |

| Arbitro: | Studer |

|  |           |              |
|  | Marcatori | 28’ Magnetti |

| Winterthur 26 novembre 2012, ore 19:45 CET 17ª giornata | Winterthur | 0 – 0 referto | Aarau | Stadion Schützenwiese (4 000 spett.)\| Arbitro: \| Zimmermann \| |
| Arbitro:                                                | Zimmermann |               |       |                                                                  |

| Arbitro: | Winter |

|                      |           |                    |
| Schultz 8’ Callà 52’ | Marcatori | 6’ (rig.) Maccoppi |

#### Seconda fase, girone di andata
| Arbitro: | Pache |

|            |           |  |
| Senger 39’ | Marcatori |  |

| Arbitro: | Hänni |

|  |           |                      |
|  | Marcatori | 6’ Lüscher 55’ Callà |

| Arbitro: | Jancevski |

|                       |           |            |
| Pimenta 61’ Dudar 70’ | Marcatori | 16’ Senger |

| Arbitro: | Winter |

|                                  |           |             |
| Ioniță 41’ Callà 60’ Staubli 81’ | Marcatori | 8’ Bengondo |

| Arbitro: | Bieri |

|  |           |              |
|  | Marcatori | 39’ Magnetti |

| Arbitro: | Huwiler |

|  |           |                                      |
|  | Marcatori | 22’ (aut.) Monighetti 60’, 89’ Callà |

| Arbitro: | Erlachner |

|           |           |                      |
| Gaspar 6’ | Marcatori | 36’, 39’, 90’ Widmer |

| Arbitro: | Gut |

|                        |           |                   |
| Nganga 24’ Schultz 53’ | Marcatori | 45’ (rig.) Vuleta |

| Arbitro: | Huwiler |

|  |           |                                |
|  | Marcatori | 5’ Foschini 70’ (rig.) Schultz |

#### Seconda fase, girone di ritorno
| Arbitro: | Jancevski |

|                                   |           |                               |
| Senger 33’ Schultz 56’ Ioniță 74’ | Marcatori | 25’ (rig.), 59’ (rig.) Sadiku |

| Arbitro: | Gut |

|              |           |  |
| Bengondo 69’ | Marcatori |  |

| Arbitro: | Hänni |

|               |           |                                           |
| Tighazoui 59’ | Marcatori | 15’ Lüscher 52’ (aut.) Zarković 55’ Callà |

| Arbitro: | Winter |

|                                                                             |           |  |
| Hamidou 22’ (aut.) Schultz 25’ Lüscher 27’ Nganga 38’ Callà 42’ Staubli 74’ | Marcatori |  |

| Arbitro: | Erlachner |

|                                   |           |  |
| Callà 62’ Staubli 76’ Schultz 82’ | Marcatori |  |

| Arbitro: | Gut |

|  |           |             |
|  | Marcatori | 60’ Koubský |

| Arbitro: | Fähndrich |

|             |           |  |
| Lüscher 13’ | Marcatori |  |

| Arbitro: | Pache |

|                     |           |                       |
| Schürpf 58’ Pak 75’ | Marcatori | 16’ Callà 51’ Staubli |

| Arbitro: | Winter |

|                            |           |                          |
| Callà 6’, 48’ Foschini 84’ | Marcatori | 2’, 32’ Milani 65’ Manca |

### Coppa Svizzera
| 16 settembre 2012, ore 16:00 CEST Primo turno | Pully | 1 – 4 | Aarau |  |

| 11 novembre 2012, ore 14:30 CET Secondo turno | Aarau | 2 – 0 | Bellinzona |  |

| 3 febbraio 2013, ore 14:30 CET Ottavi di finale | Aarau | 2 – 0 | San Gallo |  |

| Arbitro: | Studer |

|            |           |                                           |
| Ioniță 65’ | Marcatori | 16’, 74’ Feltscher 89’ Zuber 90’ Ngamukol |

## Statistiche

### Statistiche di squadra
| Competizione     | Punti | In casa | In casa | In casa | In casa | In casa | In casa | In trasferta | In trasferta | In trasferta | In trasferta | In trasferta | In trasferta | Totale | Totale | Totale | Totale | Totale | Totale | DR  |
| Competizione     | Punti | G       | V       | N       | P       | Gf      | Gs      | G            | V            | N            | P            | Gf           | Gs           | G      | V      | N      | P      | Gf     | Gs     | DR  |
| ---------------- | ----- | ------- | ------- | ------- | ------- | ------- | ------- | ------------ | ------------ | ------------ | ------------ | ------------ | ------------ | ------ | ------ | ------ | ------ | ------ | ------ | --- |
| Challenge League | 78    | 18      | 13      | 3       | 2       | 44      | 19      | 18           | 11           | 3            | 4            | 32           | 21           | 36     | 24     | 6      | 6      | 76     | 40     | +36 |
| Coppa Svizzera   | -     | 3       | 2       | 0       | 1       | 5       | 4       | 1            | 1            | 0            | 0            | 4            | 1            | 4      | 3      | 0      | 1      | 9      | 5      | +4  |
| Totale           | 78    | 21      | 15      | 3       | 3       | 49      | 23      | 19           | 12           | 3            | 4            | 36           | 22           | 40     | 27     | 6      | 7      | 85     | 45     | +40 |

### Andamento in campionato
| Giornata  | 1 | 2 | 3 | 4 | 5 | 6 | 7 | 8 | 9 | 10 | 11 | 12 | 13 | 14 | 15 | 16 | 17 | 18 | 19 | 20 | 21 | 22 | 23 | 24 | 25 | 26 | 27 | 28 | 29 | 30 | 31 | 32 | 33 | 34 | 35 | 36 |
| --------- | - | - | - | - | - | - | - | - | - | -- | -- | -- | -- | -- | -- | -- | -- | -- | -- | -- | -- | -- | -- | -- | -- | -- | -- | -- | -- | -- | -- | -- | -- | -- | -- | -- |
| Luogo     | T | C | C | T | T | C | C | T | C | T  | T  | C  | T  | C  | T  | C  | T  | C  | C  | T  | T  | C  | C  | T  | T  | C  | T  | C  | T  | T  | C  | C  | T  | C  | T  | C  |
| Risultato | V | N | N | P | V | V | V | V | V | V  | N  | V  | V  | V  | P  | P  | N  | V  | V  | V  | P  | V  | P  | V  | V  | V  | V  | V  | P  | V  | V  | V  | V  | V  | N  | N  |
| Posizione | 3 | 2 | 4 | 5 | 3 | 3 | 1 | 1 | 1 | 1  | 1  | 1  | 1  | 1  | 1  | 1  | 1  | 1  | 1  | 1  | 1  | 1  | 1  | 1  | 1  | 1  | 1  | 1  | 1  | 1  | 1  | 1  | 1  | 1  | 1  | 1  |

Legenda:

Luogo: C = Casa; T = Trasferta. Risultato: V = Vittoria; N = Pareggio; P = Sconfitta.

### Statistiche dei giocatori
| Giocatore      | Barrage Super League | Barrage Super League | Barrage Super League | Barrage Super League | Challenge League | Challenge League | Challenge League | Challenge League | Coppa Svizzera | Coppa Svizzera | Coppa Svizzera | Coppa Svizzera | Totale   | Totale | Totale      | Totale     |
| Giocatore      | Presenze             | Reti                 | Ammonizioni          | Espulsioni           | Presenze         | Reti             | Ammonizioni      | Espulsioni       | Presenze       | Reti           | Ammonizioni    | Espulsioni     | Presenze | Reti   | Ammonizioni | Espulsioni |
| -------------- | -------------------- | -------------------- | -------------------- | -------------------- | ---------------- | ---------------- | ---------------- | ---------------- | -------------- | -------------- | -------------- | -------------- | -------- | ------ | ----------- | ---------- |
| G. Antić       | 0                    | 0                    | 0                    | 0                    | 14               | 2                | 0                | 1                | 1              | 0              | 0              | 0              | 15       | 2      | 0           | 1          |
| M. Aratore     | 0                    | 0                    | 0                    | 0                    | 0                | 0                | 0                | 0                | 0              | 0              | 0              | 0              | 0        | 0      | 0           | 0          |
| F. Berisha     | 0                    | 0                    | 0                    | 0                    | 3                | 0                | 0                | 0                | 0              | 0              | 0              | 0              | 3        | 0      | 0           | 0          |
| R. Bolli       | 0                    | 0                    | 0                    | 0                    | 0                | 0                | 0                | 0                | 0              | 0              | 0              | 0              | 0        | 0      | 0           | 0          |
| R. Buess       | 0                    | 0                    | 0                    | 0                    | 17               | 0                | 2                | 0                | 1              | 0              | 1              | 0              | 18       | 0      | 3           | 0          |
| S. Burki       | 2                    | 0                    | 0                    | 0                    | 34               | 0                | 2                | 0                | 1              | 0              | 0              | 0              | 37       | 0      | 2           | 0          |
| A. Caetano     | 2                    | 0                    | 0                    | 0                    | 0                | 0                | 0                | 0                | 0              | 0              | 0              | 0              | 2        | 0      | 0           | 0          |
| D. Callà       | 0                    | 0                    | 0                    | 0                    | 34               | 19               | 0                | 0                | 1              | 0              | 0              | 0              | 35       | 19     | 0           | 0          |
| M. Dabo        | 0                    | 0                    | 0                    | 0                    | 0                | 0                | 0                | 0                | 0              | 0              | 0              | 0              | 0        | 0      | 0           | 0          |
| D. Fanger      | 1                    | 0                    | 0                    | 0                    | 0                | 0                | 0                | 0                | 0              | 0              | 0              | 0              | 1        | 0      | 0           | 0          |
| S. Fejzulahi   | 0                    | 0                    | 0                    | 0                    | 4                | 0                | 0                | 0                | 0              | 0              | 0              | 0              | 4        | 0      | 0           | 0          |
| S. Foschini    | 0                    | 0                    | 0                    | 0                    | 33               | 5                | 2                | 0                | 1              | 0              | 0              | 0              | 34       | 5      | 2           | 0          |
| J. Garat       | 2                    | 0                    | 1                    | 0                    | 25               | 0                | 8                | 0                | 1              | 0              | 0              | 0              | 28       | 0      | 9           | 0          |
| S. Gashi       | 2                    | 1                    | 2                    | 0                    | 0                | 0                | 0                | 0                | 0              | 0              | 0              | 0              | 2        | 1      | 2           | 0          |
| D. Giampà      | 0                    | 0                    | 0                    | 0                    | 0                | 0                | 0                | 0                | 0              | 0              | 0              | 0              | 0        | 0      | 0           | 0          |
| A. Ioniță      | 2                    | 0                    | 0                    | 0                    | 35               | 5                | 5                | 0                | 1              | 1              | 1              | 0              | 38       | 6      | 6           | 0          |
| D. Jakovljević | 0                    | 0                    | 0                    | 0                    | 0                | 0                | 0                | 0                | 0              | 0              | 0              | 0              | 0        | 0      | 0           | 0          |
| O. Jäckle      | 2                    | 0                    | 0                    | 0                    | 34               | 0                | 5                | 0                | 0              | 0              | 0              | 0              | 36       | 0      | 5           | 0          |
| J. Koubský     | 0                    | 0                    | 0                    | 0                    | 16               | 1                | 3                | 0                | 1              | 0              | 0              | 0              | 17       | 1      | 3           | 0          |
| M. Ludäscher   | 0                    | 0                    | 0                    | 0                    | 0                | 0                | 0                | 0                | 0              | 0              | 0              | 0              | 0        | 0      | 0           | 0          |
| S. Lüscher     | 0                    | 0                    | 0                    | 0                    | 16               | 4                | 2                | 0                | 1              | 0              | 0              | 0              | 17       | 4      | 2           | 0          |
| J. Mall        | 2                    | 0                    | 0                    | 0                    | 34               | 0                | 1                | 0                | 1              | 0              | 0              | 0              | 37       | 0      | 1           | 0          |
| D. Marazzi     | 2                    | 0                    | 1                    | 0                    | 32               | 2                | 3                | 0                | 1              | 0              | 0              | 0              | 35       | 2      | 4           | 0          |
| I. Nganga      | 2                    | 0                    | 0                    | 0                    | 31               | 5                | 4                | 0                | 1              | 0              | 0              | 0              | 34       | 5      | 4           | 0          |
| P. Pribanovic  | 0                    | 0                    | 0                    | 0                    | 2                | 0                | 0                | 0                | 0              | 0              | 0              | 0              | 2        | 0      | 0           | 0          |
| D. Romano      | 0                    | 0                    | 0                    | 0                    | 20               | 2                | 0                | 0                | 0              | 0              | 0              | 0              | 20       | 2      | 0           | 0          |
| A. Schultz     | 2                    | 0                    | 0                    | 0                    | 31               | 7                | 1                | 0                | 1              | 0              | 0              | 0              | 34       | 7      | 1           | 0          |
| P. Schürpf     | 1                    | 0                    | 0                    | 0                    | 0                | 0                | 0                | 0                | 0              | 0              | 0              | 0              | 1        | 0      | 0           | 0          |
| D. Senger      | 0                    | 0                    | 0                    | 0                    | 31               | 5                | 2                | 0                | 1              | 0              | 0              | 0              | 32       | 5      | 2           | 0          |
| L. Sheholli    | 0                    | 0                    | 0                    | 0                    | 9                | 1                | 2                | 0                | 0              | 0              | 0              | 0              | 9        | 1      | 2           | 0          |
| N. Siegrist    | 0                    | 0                    | 0                    | 0                    | 0                | 0                | 0                | 0                | 0              | 0              | 0              | 0              | 0        | 0      | 0           | 0          |
| R. Staubli     | 2                    | 0                    | 0                    | 0                    | 14               | 4                | 2                | 0                | 0              | 0              | 0              | 0              | 16       | 4      | 2           | 0          |
| A. Stojkov     | 2                    | 0                    | 0                    | 0                    | 0                | 0                | 0                | 0                | 0              | 0              | 0              | 0              | 2        | 0      | 0           | 0          |
| S. Widmer      | 2                    | 0                    | 0                    | 0                    | 34               | 8                | 2                | 0                | 0              | 0              | 0              | 0              | 36       | 8      | 2           | 0          |